# Desmondupproren
Desmondupproren inträffade under 1560- 1570- och 1580-talen i Munster i södra Irland. Upproren leddes av earler av Desmond — Fitzgeraldsläkten eller Geraldinesläkten — och deras anhängare gentemot den elisabetanska engelska statens försök att utöka sin makt över provinsen Munster. Upproren handlade främst om självständighet för feodalherrar från monarken, men hade även inslag av religiös konflikt (katolicism mot protestantism). Resultatet blev att Desmonddynastin utplånades och Munster kolonisererades av engelska nybyggare.  